# در آغوش من
«در آغوش من» یا «اینتو مای آرمز» (به انگلیسی: Into My Arms) ترانه‌ای ساختهٔ نیک کیو است که سال ۱۹۹۷ در دهمین آلبوم استودیویی نیک کیو اند د بد سیدز به نام تماس قایقران (The Boatman's Call) منتشر شد.